# Lương Thế Trân
Lương Thế Trân (1911-1942) là một nhà cách mạng Việt Nam. Ông từng giữ chức Phó bí thư Tỉnh ủy Bạc Liêu, một trong những yếu nhân trong cuộc khởi nghĩa Nam Kỳ năm 1940 tại Cà Mau - Bạc Liêu. Ông được nhà nước Việt Nam truy tặng danh hiệu Anh hùng lực lượng vũ trang nhân dân.
Sau thất bại của khởi nghĩa Nam Kỳ, ông cùng nhiều đồng chí bị chính quyền thực dân Pháp và đưa về giam giữ tại khám lớn của tỉnh Bạc Liêu. Riêng ông cùng với Phan Ngọc Hiển và Quách Văn Phẩm bị đưa vào biệt giam. Sau đó tất cả đều bị giải lên Khám Lớn Sài Gòn.
Sau nửa năm giam cầm và bị tra tấn tại Khám Lớn Sài Gòn, ông và các đồng chí mình vẫn không khai báo, bảo vệ được tổ chức. Ngày 27 tháng 2 năm 1941, tòa án binh thường trực Sài Gòn đem xử 52 người tham gia Khởi nghĩa Nam kỳ ở Cà Mau – Bạc Liêu. Mười người bị tuyên án tử hình, trong đó có Quách Văn Phẩm, Phan Ngọc Hiển. Ngoài ra, có 27 người bị tuyên án tù khổ sai biệt xứ và đày ra Côn Đảo, trong đó có Lương Thế Trân.
Năm 1942, ông qua đời tại Côn Đảo. Thi thể của ông được chôn tạm trong một ngôi mộ đơn sơ tại nghĩa trang Hàng Dương, mang số hiệu 368788. Sau năm 1975, chính quyền Việt Nam đã cho tu bổ lại ngôi mộ của ông cùng với nhiều đồng chí tại nghĩa trang Hàng Dương.

## Vinh danh
Trong số 27 người bị kết án tù khổ sai tại Côn Đảo trong vụ án Khởi nghĩa Hòn Khoai, có 16 người lần lượt qua đời tại Côn Đảo, trong đó có Lương Thế Trân. Mười một người còn lại, sau khi Cách mạng tháng 8 năm 1945 thành công, chính quyền Việt Minh đã cho tàu ra đón về đất liền tiếp tục hoạt động.
Ngay từ thời Kháng chiến chống Pháp, chính quyền Việt Minh đã đặt tên ông cho đơn vị hành chính, xã Lương Thế Trân (nay thuộc huyện Cái Nước, tỉnh Cà Mau), tại quê hương của ông. Một chiếc cầu tại xã cũng được theo tên ông.
Sau ngày Việt Nam thống nhất, địa danh này được dùng chính thức trên bản đồ hành chính. Ngoài ra, tên ông còn được đặt cho nhiều trường học và một con đường tại huyện Côn Đảo.
Cuối năm 2008, khu thờ tự Anh hùng Lương Thế Trân cùng với ngôi mộ gió của ông được xây dựng và hoàn thành đầu năm 2009 với kinh phí trên 2 tỷ đồng.